# Elezioni legislative nei Paesi Bassi del 1998
Le elezioni legislative nei Paesi Bassi del 1998 si tennero il 6 maggio per il rinnovo della Tweede Kamer. In seguito all'esito elettorale, Wim Kok, espressione del Partito del Lavoro, fu riconfermato Ministro-presidente.

## Risultati
| Liste                                           | Voti      | %     | Seggi |
| ----------------------------------------------- | --------- | ----- | ----- |
| Partito del Lavoro                              | 2 494 555 | 28,98 | 45    |
| Partito Popolare per la Libertà e la Democrazia | 2 124 971 | 24,69 | 38    |
| Appello Cristiano Democratico                   | 1 581 053 | 18,37 | 29    |
| Democratici 66                                  | 773 497   | 8,99  | 14    |
| Sinistra Verde                                  | 625 968   | 7,27  | 11    |
| Partito Socialista                              | 303 703   | 3,53  | 5     |
| Federazione Politica Riformatrice               | 174 593   | 2,03  | 3     |
| Partito Politico Riformato                      | 153 583   | 1,78  | 3     |
| Alleanza Politica Riformata                     | 108 724   | 1,26  | 2     |
| Democratici di Centro                           | 52 226    | 0,61  | –     |
| Unione 55+ - Alleanza Generale dell'Anzianità   | 45 994    | 0,53  | –     |
| Paesi Bassi Mobili                              | 45 219    | 0,53  | –     |
| Anziani 2000                                    | 36 157    | 0,42  | –     |
| Partito della Classe Media dei Paesi Bassi      | 23 512    | 0,27  | –     |
| I Verdi                                         | 16 585    | 0,19  | –     |
| Partito della Legge Naturale                    | 15 746    | 0,18  | –     |
| Altri <0,10%                                    | 31 701    | 0,37  | –     |
| Totale                                          | 8 607 787 | 100   | 150   |